# Alpandeire
Alpandeire er en by og kommune i det sydlige Spanien i provinsen Málaga. Den har et indbyggertal på 258 (2024) indbyggere.